# 常陸介 (源氏物語)
常陸介（ひたちのすけ）とは、『源氏物語』に登場する架空の人物。
1. 宇治十帖に登場する人物。浮舟の継父。本項で解説する。
2. 空蝉の夫で軒端荻らの父である伊予介も、須磨巻から関屋巻まで、常陸介であった[1]。

常陸国が親王任国である以上受領階級に属するこれら人物が「常陸守」であるはずはなく、正しくは「常陸介」と記されているべきであるが、源氏物語の本文中では多くの場合「常陸守」（「ひたちのかみ」などと仮名書きにされている場合も含む）あるいは「守」などと記されている。これについては「親王任国である常陸国では、実質的に常陸守の仕事をしている常陸介のことを常陸守と呼ぶこともあった」ためであると考えられている。常陸国司参照。

## 概要
浮舟の母である中将の君の夫であり、浮舟の義理の父親である。物語の中に登場した時点では常陸介であったため、一般には「常陸介」と呼ばれているが、それ以前に陸奥守も歴任。上達部の出身であるが地方暮らしが長く、地方官としてはそれなりに有能であり誠実ではあるものの田舎びた人柄であり風流の理解は付け焼き刃である。
浮舟の母以前にも妻がいて蔵人式部丞やすでに嫁に行った娘たちなど何人かの子をもうけており、浮舟の母は後妻である。浮舟の母を後妻として間もなく陸奥守となったため浮舟や浮舟の母らを伴って陸奥国に下った。浮舟の母との間に後に薫に仕えることとなった小君ら何人かの子をもうける。
浮舟との関係であるが、浮舟が実父である宇治八の宮に認められなかったことを、浮舟の母は哀れに思い、他の子供より気にかけている。一方常陸介は、実際の血筋は高貴ではあるものの実父から認知されていないため、公には宮家の血筋であると主張できない浮舟は厄介者でしかないためよく思っておらず、母（妻）の態度もあって浮舟には冷たい態度を取ることが多い。それでも浮舟が死んだと聞かされたときには悲しんでいる。

## 呼称
常陸介は直接には以下の巻で登場し、本文中ではそれぞれ以下のように表記されている
- 第49帖 宿木: 陸奥守、常陸、常陸の前司殿
- 第50帖 東屋: 守、守主、守の殿、常陸守、父守、殿、常陸殿
- 第52帖 蜻蛉: 守、常陸守、常陸前守某
- 第53帖 手習: 常陸

- 山路の露: 守、守主

## 各巻での活動
常陸守の任期を終えて家族を連れて上京する。（第49帖 宿木）
当初浮舟と婚約した左近の少将が、浮舟が常陸介の実子ではなくあまりかわいがられてもいないと知って常陸介の実の娘に乗り換えた。その際に左近の少将に対しての支援を約束する。その後妻が浮舟の世話を頼むために宇治の中君のところへ行くことが気に入らず怒って迎えを遣る。（第50帖 東屋）
浮舟の死を知り悲しむ。その後浮舟の四十九日の法要が行われた際には主人顔で列席する。（第52帖 蜻蛉）
浮舟が生きていることを知らないでいる。（山路の露）